# Some Fools There Were
Some Fools There Were è un cortometraggio muto del 1913 diretto da Lucius Henderson (con il nome Lucius J. Henderson).

## Produzione
Il film fu prodotto dalla Thanhouser Film Corporation.

## Distribuzione
Distribuito dalla Mutual Film, uscì nelle sale cinematografiche USA il 14 febbraio 1913.